# Liste der Stolpersteine in Lüdenscheid
Die Liste der Stolpersteine in Lüdenscheid enthält alle Stolpersteine, die im Rahmen des gleichnamigen Projekts von Gunter Demnig in Lüdenscheid verlegt wurden. Mit ihnen soll an Opfer des Nationalsozialismus erinnert werden, die in Lüdenscheid lebten und wirkten.

## Verlegte Stolpersteine
| Adresse            | Stadtteil  | Verlege- datum | Person, Inschrift | Bild | Anmerkung |
| ------------------ | ---------- | -------------- | --- | ---- | --------- |
| Wilhelmstraße 51 · | Innenstadt | 15. Sep. 2018  | HIER WOHNTE ELLA NOACH GEB. GRÜNBAUM JG. 1887 UNFREIWILLIG VERZOGEN 1935 KÖLN FLUCHT 1936 HOLLAND INTERNIERT VUGHT DEPORTIERT 1943 AUSCHWITZ ERMORDET 31.1.1944              |      |           |
| Wilhelmstraße 51 · | Innenstadt | 15. Sep. 2018  | HIER WOHNTE SIGISMUND NOACH JG. 1883 UNFREIWILLIG VERZOGEN 1935 KÖLN FLUCHT 1936 HOLLAND INTERNIERT WESTERBORK DEPORTIERT 1943 SOBIBOR ERMORDET 30.11.1943                   |      |           |
| Wilhelmstraße 51 · | Innenstadt | 15. Sep. 2018  | HIER WOHNTE RITA NOACH JG.1923 UNFREIWILLIG VERZOGEN 1935 KÖLN FLUCHT 1936 HOLLAND INTERNIERT VUGHT DEPORTIERT 1943 AUSCHWITZ BEFREIT                                        |      |           |
| Kirchplatz 11 ·    | Innenstadt | 15. Sep. 2018  | HIER WOHNTE EMILIE SCHEELEN JG. 1896 ZWANGSSTERILISIERT 1938 KRANKENHAUS HAMM EINGEWIESEN 1943 HEILANSTALT EICKELBORN ‘VERLEGT’ 1943 HEILANSTALT HADAMAR ERMORDET 9.1.1943   |      |           |
| Luisenstraße 21 ·  | Innenstadt | 15. Sep. 2018  | HIER WOHNTE WERNER KOWALSKI JG. 1901 IM WIDERSTAND / KPD FLUCHT 1935 BELGIEN STAATSBÜRGERSCHAFT ENTZOGEN 1939 1940 FRANKREICH VERHAFTET / FLUCHTVERSUCH ERSCHOSSEN 1.7.1943. |      |           |
| Luisenstraße 21 ·  | Innenstadt | 15. Sep. 2018  | HIER WOHNTE CHARLOTTE KOWALSKI GEB. GRUTERICH JG. 1908 IM WIDERSTAND FLUCHT 1936 BELGIEN STAATSBÜRGERSCHAFT ENTZOGEN 1939 1942 HEIMGEKEHRT MIT HILFE ÜBERLEBT                |      |           |
| Luisenstraße 21 ·  | Innenstadt | 15. Sep. 2018  | HIER WOHNTE HELMA KOWALSKI JG. 1929 FLUCHT 1936 BELGIEN STAATSBÜRGERSCHAFT ENTZOGEN 1939 1942 HEIMGEKEHRT MIT HILFE ÜBERLEBT                                                 |      |           |